# Treviño
Treviño (Trebiñu en euskera ) es una localidad española, capital del municipio Condado de Treviño, el cual junto con La Puebla de Arganzón forman el enclave de Treviño, un enclave burgalés (Castilla y León) situado en el interior de la provincia de Álava (País Vasco) cuyas tierras la rodean completamente.

## Historia
Gracias a la abundancia de restos prehistóricos se sabe que el condado de Treviño ya estaba habitado en épocas remotas. En la época prerromana coincidió en los límites de los territorios de várdulos, caristios y autrigones, lo que le confirió cierta importancia estratégica.
A principios del siglo XI, aparece entre las diferentes comarcas alavesas la de Río Ivita referida a la cuenca del río Ayuda, afluente del Zadorra, comprendida entre los montes de Vitoria al norte y los de Toloño y Cantabria al sur.

### Fundación de la villa de Treviño
En la comarca de Río Ivita, Rigo de Ivita, (XXXV regas) que aparece mencionada por primera vez en un documento de 1025 del cartulario de San Millán de la Cogolla conocido como Reja de San Millán, fundó el rey Sancho VI de Navarra la villa de Treviño hacia el año de 1161. Ciertos autores establecen la fundación hacia 1151, no pudiendo tener predominancia una fecha sobre otra al no conservarse el texto foral. Tales fechas se han obtenido por referencias en fueros cercanos como el de La Puebla de Arganzón o Vitoria. La fundación real supone la segregación "de facto" de la organización alavesa, pues quedaba la comarca vinculada directamente a la autoridad y señorío de los reyes de Navarra.

### Campaña de Álava (1199-1200)
La comarca continuaba con el nombre de Ivita o Ibidam cuando fue conquistada por el rey Alfonso VIII de Castilla y mantuvo su personalidad propia en relación con la tierra alavesa, tal como señala con claridad el Arzobispo don Rodrigo en su obra De rebus Hispaniae.
Así, la preponderancia de la villa que se desarrolla a partir de los fueros que recibe de Alfonso X de Castilla en 1254, oscurece el antiguo nombre de la comarca, que comienza a ser conocida como de Treviño en vez de de Uda, aunque durante un siglo aproximadamente se citará a la villa como Treviño de Uda.

### Cofradía de Álava
A raíz de su incorporación a Castilla, una buena parte de Álava  se organiza en Behetría, es decir, bajo autoridad real. Por el contrario, Vitoria y Treviño, por quedar en su día incluidos en la jurisdicción de señorío real, dependían directamente del monarca castellano, 

"... et aquella tierra, sin aquestas villas, llamaban Confradía de Alava..."
Crónica de Alfonso XI, capítulo 97.

En 1258 la Cofradía de Arriaga cede la soberanía del Señorío de Álava al rey castellano Alfonso XI a cambio de mantener sus privilegios. De hecho en 1332 en el Campo de Arriaga, la Cofradía reconoce el señorío real sobre Treviño.
En 1277 fue ejecutado en el municipio de Treviño Simón Ruiz de los Cameros, señor de los Cameros, por orden de Alfonso X el Sabio, rey de Castilla y León. El señor de los Cameros fue quemado vivo en Treviño en presencia del infante Sancho de Castilla, hijo de Alfonso X, quien le había apresado en la ciudad de Logroño.

### Donación al adelantado de Castilla
Nuevamente se marca una diferenciación en relación con el territorio alavés cuando el rey Enrique II de Castilla cedió el señorío a Pedro Manrique I de Lara en 1366, convirtiéndose en condado en 1453 por deferencia del rey Juan II de Castilla a Diego Gómez Manrique de Lara y Castilla, biznieto de Garci Fernández Manrique.
El centro nobiliario, enclavado en la comarca realenga alavesa, inicia un período de aislamiento durante el que sus moradores no tuvieron más preocupaciones que la transformación de los tributos señoriales, llamados "Moyos de pan de Treviño y Cerradura de los Montes" que ascendían anualmente a 1400 fanegas de pan, llegando a concerterse con el primer conde de Treviño en la primera mitad del siglo XV y su mujer doña María de Sandoval, hija del conde de Castro, en el rescate de tan pesada carga, mediante la obligación de entregar todos los años 30 000 maravedíes.

### Las hermandades
Culminó el aislamiento en los años centrales del siglo XV, por motivo de la actuación de las hermandades constituidas por todo el territorio alavés con fines de Policía y seguridad para la persecución y castigo del bandolerismo, peligrosamente extendido en aquel entonces. El lema del escudo de Álava dice "En aumento de la justicia contra malhechores".

### Creación de las provincias
En el Real Decreto de 1833 que creaba las actuales provincias, el condado de Treviño fue adscrito a la provincia de Burgos, dentro de la región de Castilla la Vieja.

### SigloXIX

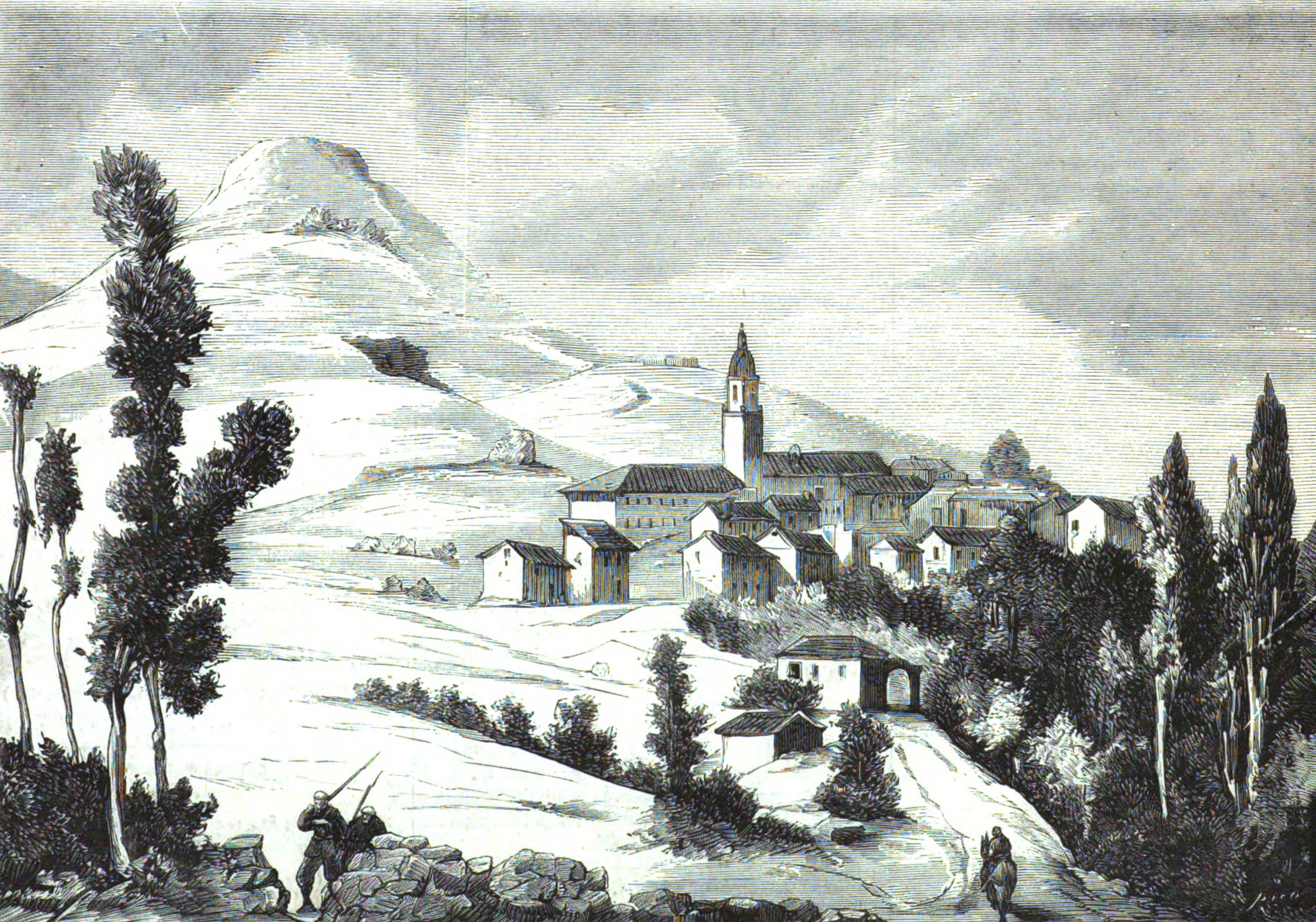
Vista de la villa de Treviño hacia 1875

Así se describe a Treviño en el tomo XV del Diccionario geográfico-estadístico-histórico de España y sus posesiones de Ultramar, obra impulsada por Pascual Madoz a mediados del siglo XIX:

Villa cabeza del condado de su mismo nombre, y del ayuntamiento que forma con los 48 pueblos siguientes: Encío, San Esteban, Pangua, Burguete, Muergas, Hozana, Grandival, Araico, Caricedo, Villanueva, Tarabero, San Martín Zar, Moraza, Araña, Moscador, Dordoniz, Franco, Armentia, Pedruzo, Arjote, Torre, San Martín Galvarín, Samiano, Mesanza, Fuidio, Albaina, Laño, Bajauri, Obecuri, Marauri, Oqueta, Saraso, Aguillo, Ajaste, Ochate, Imiruri, San Vicentejo, Uzquiano, Ascarza, Arrieta, Doroño, Meana, Golernio, Lezana, Zurbitu, Ocilla, Ladrera, y Busto; corresponde a la provincia, audiencia territorial y capitanía general de Burgos (18 leguas), partido judicial de Miranda de Ebro (4), y diócesis de Calahorra (17). Situada en una ladera a la margen meridional del río Ayuda, donde la combaten todos los vientos, siendo su clima frío pero sano, y las enfermedades más comunes los constipados y fiebres intermitentes. Tiene 100 casas; escuela de instrucción primaria, concurrida por 80 alumnos; casa municipal y cárcel; una fuente con dos caños, dentro de la población y otra en el término, cuyas aguas son de excelente calidad; una plaza de 100 pasos de longitud por 40 de latitud; una iglesia parroquial (San Pedro) de patronato del pueblo, servida por un cura propio de nombramiento de la cámara y del ordinario; 4 beneficiados con título perpetuo, de presentación del cabildo, y un sacristán nombrado por este; y finalmente hay una ermita de propiedad del pueblo, y un cementerio. El término confina N Doroño y Arrieta; E Franco y Uzquiano; S Dordoniz y Caricedo, y O Araico y Cucho; en él se encuentran las ruinas de un antiguo castillo destruido en 1839, y una fábrica de harinas y panadería denominada el Molinacho, e impulsada por las aguas del expresado río; es un edificio con su huerto de 8 a 10 fanegas de tierra sembradura, cercado de pared, y contiguo a él existen un oratorio, donde se celebra misa los días festivos, y otros varios edificios. El terreno es de buena calidad, teniendo un pequeño monte, y hacia el E una hermosa ribera. Fertiliza dicho terreno el mencionado río, que nace en Arlucea, el cual, después de cruzar todo el condado, va a unirse al llamado Zadorra, recibiendo antes varios arroyuelos que aumentan su caudal; sobre él se encuentran algunos puentes. Caminos: además de los locales hay la carretera que conduce a Miranda y la Puebla. Correos: la correspondencia se recibe de Vitoria por valijero los lunes, jueves y sábados, y se despacha los mismos días. Producciones: trigo, cebada, maíz y otros granos y legumbres, lino, cáñamo, patatas y abundantes y buenas frutas; cría ganado lanar, cabrío y mular; caza de perdices y codornices, y pesca de anguilas, truchas y barbos. Industria: la agrícola, la citada fábrica de harinas y panadería y otro molino harinero. Se celebran 3 ferias anuales; la primera en el primer sábado del mes de junio y día siguiente; la segunda, en el sábado y domingo primeros de septiembre, y la tercera, que es de ganado de cerda, en 13 de diciembre. Población: 60 vecinos, 240 almas. Capital productivo: 415.000 reales. Imponible: 30.982.
Diccionario geográfico-estadístico-histórico de España y sus posesiones de Ultramar

## Demografía
Evolución de la población
| Gráfica de evolución demográfica de Treviño entre 2000 y 2018      |
|                                                                    |
| Población de derecho (2000-2018) según el padrón municipal del INE |

## Patrimonio
El Conjunto Histórico Artístico de la Villa de Treviño está considerado Bien de Interés Cultural desde el 28 de septiembre de 1983.
Pueden destacarse en la villa de Treviño los siguientes monumentos:
- Iglesia parroquial de San Pedro Apóstol. Iniciado en el siglo XIII algunos de sus elementos, como la torre, son posteriores. en ella destaca la imagen exterior de la Virgen Blanca así como la portada con un calendario en el que podemos ver los trabajos del campo y los signos del zodiaco.

- Palacio de los Manrique de Lara o de los condes de Treviño. Se trata del palacio que erigieron en el siglo XVI los condes de Treviño en la villa y que alberga actualmente el ayuntamiento. En su fachada destaca el escudo de los Manrique de Lara engalanado con el toisón de oro.

- Palacio de los Izquierdo. Su construcción se remonta al siglo XVIII, siendo de estilo barroco. En su fachada destacan los escudos de los Izquierdo y una escultura de Santa Bárbara en el centro.

- Ermita de San Juan Bautista. Pese a su origen románico, de dicho estilo apenas conserva unos pequeños elementos en el interior. Destaca también su ábside del siglo XV.

- Fuente bajomedieval. Del siglo XV, se trata de una hermosa y curiosa fuente situada entre la carretera y el cauce del río Ayuda.

- Puente gótico. Fue construido en la Edad Media en estilo gótico para salvar el cauce del río Ayuda.

## Festividades y eventos
Fiesta de San Juan Bautista. Son las celebraciones en honor al patrón de la localidad, se celebran el 24 de junio, los actos festivos se reparten entre este día y el fin de semana más próximo a esta fecha.
Feria de las Moscas: Se celebra el primer domingo después del primer sábado de julio. 
Romería de San Formerio: 25 de septiembre (se traslada al domingo más cercano a esta fecha). San Formerio es el patrón del Condado de Treviño, y su santuario se encuentra en la localidad treviñesa de Pangua.